# 田巻華月
田巻 華月（たまき かつき、旧姓：大平、1966年6月21日 - ）は、新潟県を拠点に活動する日本のフリーアナウンサー、講師。M＊Fleur（エムフルール）代表・所属。

## 来歴
鹿児島県鹿児島市出身。白百合女子大学文学部国文科卒業。
大学を卒業後、1989年4月に鹿児島放送 (KKB) に入社。同期に元同局アナウンサーの馬場雄二と長山浩子がいる。同局在籍時には大平 かつき（おおひら かつき）名義で活動していた。また、当時はアナウンス業務のほか、担当番組の記者とディレクターも兼務していた。
結婚後、長男を出産。2005年4月に職場復帰をした後、鹿児島放送の社長秘書となる。また秘書技能検定1級を取得し、社員採用試験や社員教育にも携わる。
その後、夫の仕事の関係で新潟県へ移住することになり、21年間在籍した鹿児島放送を2010年3月に退社。以後は新潟県内外で、講師業を主とする活動を展開している。また、同年11月からは新潟テレビ21 (UX) のニュース契約アナウンサーとなり、『UX News』日曜版のキャスターを務めている。2014年6月に個人事務所のM＊Fleurを設立。

## 担当番組
特記のないデータは、すべてエムフルール公式サイト内「メディア出演」のページからの参考。

### 鹿児島放送
- えぷろんQ 〜華月のただいま修業中〜
- さわやかモーニングトーク
- 情報回遊TV うるとらマンボウ（九州朝日放送） - 鹿児島担当アナ
- Kingspe
- KKBスーパーJチャンネル（1998年10月9日 - 2000年3月31日） - 金曜キャスター
- KKBサウンド＆トーク（エフエム鹿児島） - パーソナリティ
- 口コミTVマミーズクラブ
- ほっ!とブレイク[1]
- KKBニュース[1]

### 新潟テレビ21
- UX News - キャスター（不定期出演。主に日曜版に出演）